# Видинская епархия
Ви́динская епа́рхия (болг. Видинска епархия) — епархия Болгарской православной церкви на территории Видинской и Монтанской областей с кафедрой в городе Видин и архиерейскими наместничествами в Ломе, Берковице, Куле и Белоградчике.

## История
После Крещения князя Бориса в 865 году и учреждения Болгарской архиепископии была основана кафедра в Бдине. Когда в 1018 году Византия завоевала Болгарию и был ликвидирован Болгарский Патриархат, Бдинская епархия вошла в состав автокефальной Охридской архиепископии. В богослужении и просвещении усилилось византийское влияние, Бдин стал именоваться на греческий манер Видином.
В XI—XII веках территория епархии подвергалась частым нападениям и грабежам варварских племён. Но несмотря на это, в епархии в ту эпоху было основано несколько монастырей, в том числе: Лопушанский, Чипровский, Раковицкий, Изворский и Клисурский.
В 1396 году Болгария падает под турецкое рабство, и наступают тяжелые времена для церкви и населения в целом. Много церквей и монастырей были разрушены, почти не строились новые храмы и, следовательно, мало сохранилось построек этого периода.
Только в период Возрождения наблюдается новое развитие Видина и Видинской епархии. Видинский митрополит Анфим стал первым болгарским экзархом в 1870 году. Позже, вскоре после Освобождения, в 1879 году он был избран председателем Учредительного собрания в городе Велико-Тырново. На этом собрании болгарским монархос был выбран Александр I Батенберг. Чуть позже, в 1885 году, произошло Объединение Болгарии. Вскоре после этого начинается Сербско-Болгарской войны, в которой Видин становится ареной драматических событий. К счастью, эта война не заканчивается так печально для страны, как осада Тырнова в 1393 году. Военный комендант города Видин капитан Атанас Узунов (1860—1887) и других видинские князья посоветовали Анфиму I идти в город Калафат с целью обеспечения его безопасности, на что митрополит ответил: «Это не достойно меня, труп пастыря должен пасть там, где падаёт народ и армии».

## Епископы
- Константин (упом. ок. 1075)
- Кассиан (июль 1381 — сентября 1392)
- Иоасаф Бдинский (1392-?)
- Стефан (упом. 1535)
- Неофит (упом. 1561)
- Анфим (упом. 1584/1585 — упом. 1590)
- Даниил (? — март 1606)
- Софроний (20 марта 1606—1620)
- Евфимий (июнь 1620 — ?)
- Гавриил (упом. 1640)
- Софроний (7 мая 1640—1660)
- Филофей (март 1660 — ?)
- Лаврентий (июль 1668—1670)
- Даниил (декабрь 1670—1676)
- Тимофей (20 мая 1676 — ранее 1685)
- Парфений IV (март 1685 — ?) в/у, патриарх Константинопольский
- Арсений (?)
- Симеон (упом. 1700/1701 — 1716)
- Никифор (1716—1729)
- Григорий (1729 — ?) в/у, митрополит Месемврийский
- Калиник (1733—1754)
- Мелетий (5 декабря 1754—1763)
- Иосиф (май 1763—1766)
- Анфим (март 1766—1777)
- Иеремия (декабрь 1777—1790)
- Матфей (ноябрь 1790—1794)
- Григорий (ноябрь 1794—1801)
- Венедикт (июнь 1801—1803)
- Каллиник (лето 1803—1807)
- Дионисий (март 1807—1814)
- Паисий (январь 1814—1826)
- Герман (август 1826 — май 1831)
- Анфим (май 1831—1840)
- Кирил (июль 1840—1846)
- Венедикт (14 ноября 1846—1852)
- Паисий (22 февраля 1852—1868)
- Анфим (Чалыков) (апрель — декабрь 1868)

Болгарская православная церковь (митрополиты)
- Анфим (Чалыков) (декабрь 1868 — 1 декабря 1888)
- Кирилл (Стоичков) (декабрь 1888 — 21 май 1914) до 21 марта 1891 года — в/у
- Неофит (Караабов) (26 октября 1914 — 26 февраля 1971)
- Филарет (Игнатов) (23 мая 1971 — 4 июня 1987)
- Дометиан (Топузлиев) (26 июля 1987 — 18 сентября 2017)
- Даниил (Николов) (4 февраля 2018 — 30 июня 2024)
- Пахомий (Лозанов) (с 9 февраля 2025)

митрополиты в Альтернативном синоде
- Амвросий (Парашкевов) (3 апреля 1994 — 1 октября 1998), возвратился в БПЦ

## Монастыри
- Брусарский монастырь святого Архангела Михаила (мужской; община Лом, Монтанская область)
- Добридольский монастырь Пресвятой Троицы (мужской; село Добри-Дол, Монтанская область)
- Изворский монастырь Успения Пресвятой Богородицы (женский; село Извор, Видинская область)
- Клисурский монастырь святых Кирилла и Мефодия (мужской; село Цветкова-Бара, Монтанская область)
- Лопушанский монастырь святого Иоанна Предтечи (мужской; село Георги-Дамяново, Монтанская область)
- Раковишский монастырь Пресвятой Троицы (мужской; село Раковица, Монтанская область)
- Чипровский монастырь святого Иоанна Рыльского (мужской; Чипровци, Монтанская область)

недействующие
- Алботинский скальный монастырь (село Раброво, Видинская область), ныне музей
- Акчарский монастырь во имя святителя Николая (село Арчар, Видинская область)